# طقسوديم
الطقسوسيّ أو التَّكسُودِيوم أو الطَّقْسُودِيوم أو الطقسود أو التكسود جنس من نوع إلى ثلاثة أنواع (اعتمادًا على الرأي التصنيفي) من الصنوبريات شديدة التحمل للفيضانات في الفصيلة السروية. وسمي لتشابهه بشجر الطقسوس.
توجد أنواع الطقسوسي في الجزء الجنوبي من قارة أمريكة الشمالية وهي نفضية في الشمال وشبه أبيدة إلى أبيدة في الجنوب. وهي أشجار كبيرة تطول إلى 100–150 قدم (30–46 م) وتعرض 6.5–10 قدم (2–3 م) (استثنائيا 36 قدم أو 11 م ). الأوراق التي تشبه الإبرة فطولها 0.2–0.8 بوصة (0.5–2 سـم) تحمل حلزونيًا على البتيلات، ملتوية عند القاعدة لتظهر في صفين مستويين على جانبي اللقطة. المخاريط كروية الشكل.